# Ilya Kaminsky
Ilya Kaminsky, né le 18 avril 1977 en Odessa, est un poète, critique, traducteur juif américain d'origine ukrainienne. Il est reconnu pour ses recueils de poésie Dancing in Odessa et Deaf Republic, qui lui ont valu plusieurs prix.

## Biographie
Originaire de l'ex-Union soviétique, aujourd'hui Ukraine, Ilya Kaminsky grandit dans une famille juive. il devient malentendant à l'âge de quatre ans des suites des oreillons. Adolescent, il commence à écrire de la poésie à Odessa, et publie un premier chapbook en russe, intitulé The Blessed City. Sa famille obtient l'asile politique et s'installe aux États-Unis en 1993, en raison de l'antisémitisme en Ukraine,. Dès 1994, il débute la rédaction de poèmes en anglais. Il travaille comme rédacteur en chef de la revue en ligne In Posse Review.
Ilya Kaminsky est titulaire d'une licence en science politiques de l'Université de Georgetown et d'un doctorat en droit de l'École de droit Hastings de l'université de Californie (UC Hastings College of the Law). Il travaille comme professeur à l'Ivan Allen College of Liberal Arts depuis 2018. Il est également titulaire de la chaire de poésie Margaret T. et Henry C. Bourne Jr. à la School of Literature, Media and Communicationn, et le directeur du programme Poetry@Tech.
Avec Paloma Capanna, il cofonde l'association Poets for Peace, qui parraine des lectures de poésie dans le monde entier pour soutenir les activités de secours. Il a également travaillé comme commis au National Immigration Law Center et au Bay Area Legal Aid. Il vivait à San Diego et vit depuis 2023 à Princeton (New Jersey), où il est professeur de poésie à l'Université de Princeton.

## Carrière littéraire
Avec un langage à la fois extatique, simple et imprégné de féerie, les poèmes d'Ilya Kaminsky évoque les émotions de la vie, tel l'amour, le chagrin, la joie ou le rire. En 2004, il est l'auteur du recueil Dancing in Odessa, lauréat du prix Tupelo Press Dorset, du prix Metcalf de l'American Academy of Arts and Letters et du prix du meilleur livre de poésie de l'année par le magazine ForeWord.
En 2007, le poète présente Traveling Musicians, une sélection de ses poèmes écrits à l'origine en russe. En 2010, il coédite avec Susan Harris, l'Ecco Anthology of International Poetry. La même année, il co-édite et co-traduit l'ouvrage This Lamentable City de Polina Barskova,. En 2019, Ilya Kaminsky est finaliste du National Book Critics Circle, et du National Book Award pour Deaf Republic. En 2022, Christian Bourgois Editeur publie la traduction française de Deaf Republic, République sourde, et Ilya Kaminsky et sa traductrice Sabine Huynh reçoivent en novembre 2022 le prix de poésie Alain Bosquet.
Parmi les prix et les distinctions liés sa carrière littéraire, Ilya Kaminsky est notamment récompensé par une bourse Lannan Literary, le Whiting Writers' Award, la Ruth Lilly Poetry Fellowship, et une bourse de création littéraire par la National Endowment for the Arts. En 2019, il reçoit la bourse de l'Academy of American Poets, qui récompense des réalisations poétiques remarquables.

## Distinctions
- 2001 : Bourse de poésie Ruth Lilly
- 2002 : Prix Dorset, Tupelo Press[10]
- 2004 : Prix ForeWord du livre de l'année dans la catégorie poésie pour Dancing in Odessa
- 2005 : Prix Metcalf de l'Académie américaine des arts et des lettres
- 2005 : Prix Whiting
- 2008 : Bourse littéraire Lannan
- 2008 : Bourse Guggenheim
- 2019 : Bourse de l'Académie des poètes américains
- 2020 : Prix Anisfield-Wolf pour Deaf Republic[11]
- 2022 : Prix Alain Bosquet pour République sourde (traduit par Sabine Huynh)

### Recueils de Poésie
- Dancing in Odessa, Tupelo Press, 58p, 2004,  (ISBN 978-1-932195-12-5)
- Музыка народов ветра, traduit en russe par Anastassiya Afanassieva, Éditions Ailuros, 2012,  (ISBN 978-0-9838762-8-1)
- Deaf Republic, Graywolf Press, 80p, 2019,  (ISBN 978-1555978310)

### Traduit en français
- On danse à Odessa , traduit de l'anglais (États-Unis) par Guy Jean. - Trois-rivières (Canada) : Éditions d'art Le Sabord, 2010.- (Collection Excentrique). -  (ISBN 9782922685770)
- République sourde, traduit de l'anglais (États-Unis) par Sabine Huynh. -  Paris : Ed. Bourgeois, 2022. -  (ISBN 9782267045284)

### Chapbooks
- Musica Humana, Chapiteau Press, 32p, 2002,  (ISBN 978-1-931498-32-6)
- Бродячие музыканты / Travelling Musicians, édition bilingue avec la traduction russe de Polina Barskova, Yunost, 2007,  (ISBN 5-88653-086-X)

### Éditions
- Ecco Anthology of International Poetry, Ilya Kaminsky, Susan Harris, Harper Collins, 592p, 2010,  (ISBN 9780061583247)